# Spirorbis spirulaeformis
Spirorbis spirulaeformis är en ringmaskart som först beskrevs av Serres 1855.  Spirorbis spirulaeformis ingår i släktet Spirorbis och familjen Serpulidae. Inga underarter finns listade i Catalogue of Life.